# Biotoecus opercularis
Biotoecus opercularis és una espècie de peix de la família dels cíclids i de l'ordre dels perciformes.

## Morfologia
- Els mascles poden assolir 10 cm de longitud total.[4][5]

## Hàbitat
És una espècie de clima tropical.

## Distribució geogràfica
Es troba a Sud-amèrica: conca del riu Amazones (riu Branco,  riu Negro, riu Urubu, llac Saracá, llac Carauaçu i riu Trombetas).